# Río Savegre
El río Savegre es un río de Costa Rica, perteneciente a la Vertiente del Pacífico. Nace con el nombre de Quebrada Providencia en el Cerro de la Muerte, Cordillera de Talamanca, a 3.491 m s. n. m., y tras recibir al río División, recorre 41 kilómetros lineales de accidentada topografía para desembocar en el océano Pacífico. Su cuenca abarca 590 km² y recorre cuatro cantones: Dota, Tarrazú, Pérez Zeledón y Quepos. Se le considera uno de los ríos más limpios del país. Su cuenca es una de las regiones más ecodiversas de Costa Rica: en ella se han identificado 47 ecosistemas distintos, de los cuales 9 son naturales, 15 seminaturales y 23 culturales, por lo que la mayoría de la cuenca se encuentra protegida por el Parque Nacional Los Quetzales y el Parque Nacional Manuel Antonio. El 14 de junio de 2017, la cuenca del río Savegre fue declarada como Reserva de la Biosfera por la Unesco.

## Cuenca
La cuenca del Savegre se caracteriza por una orografía muy quebrada, cubierta de bosques en un 62% de su territorio, y posee un rápido descenso desde las altitudes de las montañas de Talamanca hasta el nivel del mar, propio de la Vertiente del Pacífico Central de Costa Rica. En las partes altas, el río ha excavado profundos valles en forma de "V", mientras que cerca de la desembocadura presenta acumulaciones de depósitos aluviales, dando lugar a planicies. El clima de la región varía según la altitud: la precipitación anual es entre 3000 a 7000 mm por año en las partes altas, y de 4000 mm en la llanura aluvial donde desemboca, siendo la época lluviosa de mayo a noviembre, con un pequeño "veranillo" que se presenta entre julio y agosto, y una marcada época seca entre diciembre y abril.

## Recursos naturales
El río Savegre se constituye en el último corredor biológico que comunica la Cordillera Centroamericana con el Pacífico, por lo que la región es rica por su biodiversidad: en su cuenca habitan 71 especies endémicas del país, destacándose el bejuco Passiflora gilbertiana, el arbusto Bartlettina silvicola, las palmas Chamaedorea piscifolia y Chamaedorea incrustata, y los árboles Matisia tinamastiana y Lacmellea zamorae. Dentro de la región existen doce especies de árboles en peligro crítico de extinción. También hay 407 especies de importancia económica, ya sea por la madera que producen, porque poseen propiedades medicinales u ornamentales o porque son recursos florísticos.
En la cuenca del Savegre habitan 2024 especies distintas, de las cuales 1.972 son nativas de la zona. Alberga el 20% de la flora, el 54% de los mamíferos y el 59% de las aves de Costa Rica. En la región aún subsisten ejemplares de mamíferos grandes como el jaguar y la danta. En la región de San Gerardo de Dota, habitan unas 180 especies de aves, destacándose especialmente el quetzal. Diversas instituciones y universidades de Estados Unidos, España, Alemania y Costa Rica realizan investigación científica en la zona.

## Importancia

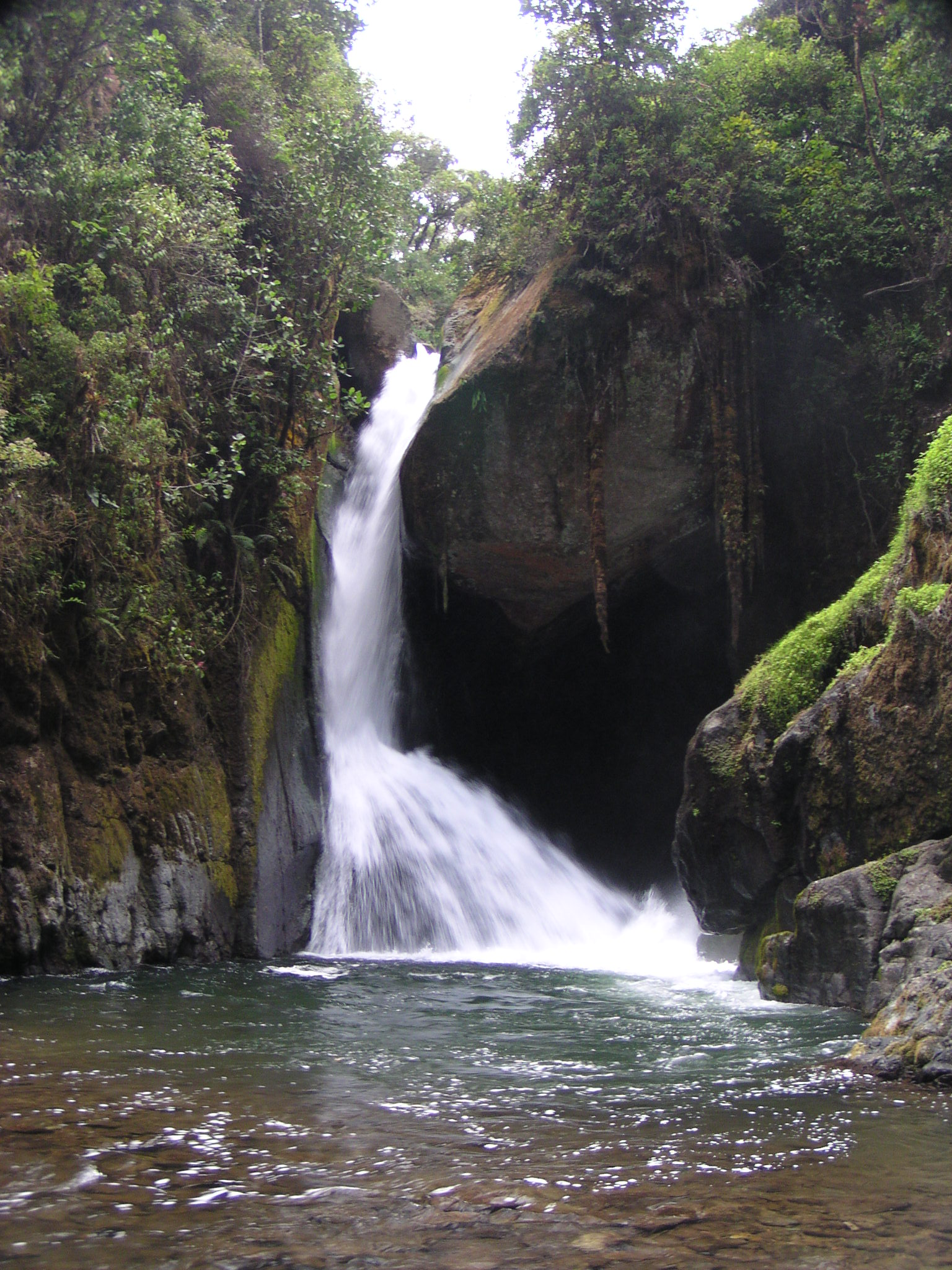
Catarata del río Savegre.

La cuenca del río Savegre tiene importancia socioeconómica desde tiempos prehispánicos, ya que en la desembocadura del Savegre estuvo asentada la tribu quepoa. En la actualidad, se ubican dentro de la cuenca 35 comunidades de las provincias de San José y Puntarenas. Cerca del 75% de la población se dedica a la agricultura y la ganadería, y también se realizan actividades forestales. La zona tiene un amplio potencial turístico de tipo rural, enfocado en lo ecológico y lo recreativo. Los principales cultivos desarrollados son la palma africana, el arroz, el maíz, el frijol y el café. En la parte alta de la cuenca, se produce la manzana, la mora, la ciruela y el melocotón, así como también cobra importancia la pesca de la trucha (introducida en el río por los primeros colonizadores de la región), cuya producción está muy relacionada con la industria turística.
En algunos segmentos del río Savegre existen rápidos, lo que ha producido el desarrollo del rafting, potenciando el turismo de aventura. La zona también es rica en cataratas y en los parques nacionales y numerosos hoteles locales se pueden practicar el canopy y el senderismo. En la parte baja de la cuenca, el río desemboca en el parque nacional Manuel Antonio, el segundo más visitado del país y uno de los más reconocidos a nivel internacional.